# Subway Cycling Team
Subway Cycling Team ist ein ehemaliges neuseeländisches Straßenradsportteam mit Sitz in Christchurch.
Die Mannschaft wurde 2009 gegründet und nimmt seitdem als Continental Team an den UCI Continental Circuits teil. Die meisten Rennen fahren sie in Neuseeland und Australien. Manager ist Hayden Godfrey, der von den Sportlichen Leitern Graeme Millar und Nigel Godfrey.
Seit 2013 besitzt das Team keine UCI-Lizenz mehr.

## Saison 2012

### Erfolge in den Continental Circuits
| Datum     | Rennen                                           | Kat. | Fahrer     |
| --------- | ------------------------------------------------ | ---- | ---------- |
| 6. Januar | Neuseeländische Meisterschaft – Einzelzeitfahren | NC   | Paul Odlin |

### Zugänge – Abgänge
| Zugänge         | Team 2011 | Abgänge        | Team 2012    |
| --------------- | --------- | -------------- | ------------ |
| Simon Binney    | Neoprofi  | Hayden Godfrey | Karriereende |
| Scott Creighton | Neoprofi  | Jason Allen    | Unbekannt    |
|                 |           | Thomas Hubbard | Unbekannt    |
|                 |           | Joseph Kukolla | Unbekannt    |

### Mannschaft
| Name            | Geburtstag         | Nationalität | Team 2013             |
| --------------- | ------------------ | ------------ | --------------------- |
| Dillon Bennett  | 22. April 1992     | Neuseeland   |                       |
| Simon Binney    | 30. September 1991 | Neuseeland   |                       |
| Scott Creighton | 2. Mai 1993        | Neuseeland   |                       |
| Mathew Gorter   | 22. Juli 1985      | Neuseeland   |                       |
| Westley Gough   | 4. Mai 1988        | Neuseeland   |                       |
| Samuel Horgan   | 20. April 1987     | Neuseeland   | Team Budget Forklifts |
| Peter Latham    | 8. Januar 1984     | Neuseeland   |                       |
| Nick Lovegrove  | 10. Oktober 1981   | Neuseeland   |                       |
| Paul Odlin      | 19. September 1978 | Neuseeland   |                       |
| Ian Smallman    | 28. Dezember 1974  | Neuseeland   |                       |

## Platzierungen in UCI-Ranglisten
UCI America Tour
| Saison | Mannschaftswertung | Fahrerwertung        |
| ------ | ------------------ | -------------------- |
| 2009   | -                  | -                    |
| 2010   | -                  | -                    |
| 2011   | 43.                | Westley Gough (385.) |
| 2012   | -                  | -                    |

UCI Asia Tour
| Saison | Mannschaftswertung | Fahrerwertung         |
| ------ | ------------------ | --------------------- |
| 2009   | -                  | -                     |
| 2010   | 31.                | Gordon McCauley (63.) |
| 2011   | -                  | -                     |
| 2012   | -                  | -                     |

UCI Europe Tour
| Saison | Mannschaftswertung | Fahrerwertung        |
| ------ | ------------------ | -------------------- |
| 2012   | 114.               | Westley Gough (760.) |

UCI Oceania Tour
| Saison | Mannschaftswertung | Fahrerwertung         |
| ------ | ------------------ | --------------------- |
| 2009   | 2.                 | Gordon McCauley (2.)  |
| 2010   | 12.                | Gordon McCauley (34.) |
| 2011   | 10.                | Westley Gough (24.)   |
| 2012   | 2.                 | Paul Odlin (1.)       |